# Magnus Gullerud
Magnus Gullerud, född 13 november 1991, är en norsk handbollsspelare som spelar för Kolstad Håndball och det norska landslaget. Han är högerhänt och spelar som mittsexa.

## Meriter
Med klubblag
- Tysk mästare: 
  -  2022 med SC Magdeburg
- EHF European League:
  -  2021 med SC Magdeburg
  -  2022 med SC Magdeburg
- IHF Super Globe:
  -  2021 med SC Magdeburg
- Norsk cupmästare
  -  2022/23 med Kolstad Håndball
- Norsk mästare
  -  2013 med Elverum Håndball och 2023 med Kolstad Håndball

Med landslag
- VM 2017 i Frankrike:  Silver
- VM 2019 i Tyskland/Danmark:  Silver
- EM 2020 i Sverige/Norge/Österrike:  Brons